# Малое Игумново
Малое Игумново (Малая Игумнова слобода, Красная слобода, Лагерная, тат. Кече Игумный бистәсе, Keçe İgumnıy bistäse, МФА: [kɘˈɕɘ iˈgumnəj bistæˈsɘ]) — историческая местность в Кировском районе Казани.

## География
Малое Игумново находится на берегу Волги, в юго-западной части Кировского района. Восточнее находится Большое Игумново, севернее — железная дорога, западнее — Старое Аракчино, южнее — река Волга, полуостров Дубки, сооружения Волжского водозабора и лесопарк «Дубки».

## История
Слобода возникла не позднее второй половины XIX века. В конце XIX века к северу от слободы возникли казармы («лагеря»), по которым была названа основанная в 1890-е годы станция Московско-Казанской железной дороги; отсюда же и неофициальное название посёлка — «Лагерная». К началу XX века в слободе находились ватная фабрика, мыловаренный завод, кожевенное заведение и прочие предприятия; во время Первой мировой войны южнее слободы был построен комплекс зданий водозабора Порохового завода; в 1930-е годы в 0,7-1 км западнее него был построен новый водозабор.
25 февраля 1924 года была переименована в Красную слободу.
Во второй трети XX века Малое Игумново расширялось на запад: если в 1920-е годы его западной границей была Западная улица, то к концу 1930-х — началу 1940-х годов она сместилась к Поперечно-Боевой улице, а к 1960-м годам его границы приблизились к ныне существующим. В 1950-е годы часть посёлка попала в зону затопления Куйбышевского водохранилища.
В конце 1950-х годов бо́льшая часть посёлка была отнесена к зоне перспективного многоэтажного строительства, однако в период с 1950-х по 1990-е годы было построено лишь несколько многоэтажных жилых домов, в основном для сотрудников Казанского водозабора и малоэтажные дома Казанской железной дороги (снесённые в 2000-е годы).

## Улицы
- Аракчинская[тат.]
- 2-я Аракчинская
- Боевая
- Восточная
- Выгонная
- Западная
- Заречная[тат.]
- Красногорская
- Лагерная[тат.]
- Ново-Слободская[тат.]
- Озёрная
- Поперечно-Боевая
- Поперечно-Лагерная
- Проезжая[тат.]
- Слесарная
- Южная 1-я
- Южная 2-я

## Образование
Первым государственным образовательным учреждением в Малом Игумново являлось 22-е начальное училище, открывшееся в 1887 году; вскоре оно было переведено на Большую улицу Адмиралтейской слободы. Вместо него в первой половине 1900-х годов было открыто 27-е начальное училище на Старом Московском тракте в доме Бочарова. После революции оно было преобразовано в школу 1-й ступени № 60 и находилось на углу Трудолюбской и Поперечно-Игумновской улиц, которая, в свою очередь была преобразована среднюю школу № 59; также в конце 1930-х – начале 1940-х в слободе действовала начальная школа № 6 (Красногорская, 4). В начале 2-й половины XX века школа имела № 59 и находилась в отдельном здании по адресу Боевая, 15 до своего закрытия в 2011 году; здание школы занял центр дополнительного образования «Заречье», а затем Республиканский центр мониторинга качества образования.

## Примечательные объекты
- Поперечно-Боевая улица, б/н — станция водоподготовки с очистными сооружениями.[27]
- 1 км южнее Малого Игумново, в акватории Куйбышевского водохранилища (ранее — продолжение ул. Поперечно-Боевой) — старый водозабор.[27]
- 0,5 км южнее территории водозабора «Волжский», в акватории Куйбышевского водохранилища — насосная станция «Криб» (1934-1937 гг.).[27]